# Epitóp
Az epitóp, más néven antigéndetermináns az antigén immunrendszer, pontosabban az antitestek, B-sejtek vagy T-sejtek által észlelt része. Az epitóp az antigén azon része, amihez antitest kötődik. Az antitest epitóphoz kötődő része a paratóp. Noha az epitópok gyakran nem saját fehérjék, a gazdától származó (mint az autoimmun betegségeknél) felismerhető szekvenciákat is epitópoknak nevezik.
A fehérjetermészetű antigéneket két kategóriába sorolják szerkezetük és a paratóppal való kölcsönhatás alapján: a konformációs és a lineáris epitópok közé. A konformációs és lineáris epitópok a paratóppal az epitóp háromdimenziós szerkezete alapján lépnek reakcióba, amit az epitópcsoportok és az antigén más részeinek harmadlagos szerkezetei határoznak meg. A konformációs epitópok háromdimenziós szerkezete nem folytonos aminosav-maradékok kölcsönhatásai révén jön létre. Ezzel szemben a lineáris epitóp háromdimenziós szerkezetét folytonos aminosav-maradékok kölcsönhatásai hozzák létre. A lineáris epitópot nem kizárólag az aminosavak elsődleges szerkezete határozza meg. Az ezen aminosavak oldalához kötődő csoportok, valamint az antigén távolabbi aminosavjai befolyásolják az elsődleges szerkezet csoportjainak képességét az epitóp háromdimenziós szerkezetének felvételére. Az epitópok 90%-a konformációs.

## Funkció

### T-sejt-epitópok
A T-sejt-epitópok egy antigénbemutató sejt felszínén mutattatnak be, ahol a fő hisztokompatibilitási komplex (MHC) molekuláihoz kötődnek. Az emberben a professzionális antigénbemutató sejtek az MHC II peptidjeinek bemutatására specializálódtak, míg a legtöbb sejtmagvas testi sejt I. osztályú MHC-peptideket mutatnak be. Az MHC I-molekulák által bemutatott T-sejt-epitópok jellemzően 8–11 aminosavból álló peptidek, miközben az MHC II-molekulák által bemutatottak hosszabbak, 13–17 aminosavból állnak. és az osztályba nem tartozó MHC-molekulák nem peptidszerű epitópokat, például glikolipideket mutatnak be.

### B-sejt-epitópok
Az antigén immunglobulinhoz vagy antitesthez kötődő része a B-sejt-epitóp. A B-sejt-epitópok konformációsak vagy lineárisak lehetnek. A legtöbb B-sejt-epitóp konformációs. A negyedleges struktúrát figyelembe véve további epitóptípusok különböztethetők meg. A fehérjealegységek összeállásakor rejtett epitópok a kriptotópok. A neotópok olyan epitópok, amiket csak adott negyedleges szerkezetben ismer fel a szervezet, származékai több alegységből is állhatnak. A neotópokat nem ismeri fel a szervezet az alegységek disszociációja után.

### Keresztaktivitás
Az epitópok néha keresztreaktívak. E tulajdonságot használja ki az immunrendszer az antiidiotipikus antitestekkel. Ha egy antitest egy antigén epitópjához kötődik, a paratóp epitóp lehet egy másik antitest számára, ami ehhez kötődik.

## Epitópleképezés

### T-sejt-epitópok
Az MHC I. és II. osztályának epitópjai megbízhatóan jósolhatók pusztán számítógéppel, de nem minden in silico T-sejt-epitóp-jósló algoritmus ugyanolyan pontos. A peptid-MHC kötés megjóslása lehet adatalapú vagy szerkezetalapú. A szerkezetalapú módszerek a peptid-MHC szerkezetet modellezik, és nagy számítási teljesítményt igényelnek. Az adatalapú módszerek jobb jóslási teljesítménnyel rendelkeznek a szerkezetalapúaknál. Az adatalapú módszerek a peptid-MHC kötést az MHC-molekulákhoz kötődő peptidsorozatok alapján jósolják meg. A T-sejt-epitópok azonosításával a T-sejtek követhetők, fenotipizálhatók és stimulálhatók.

### B-sejt-epitópok
Az epitópleképezés lehet szerkezeti és funkcionális. A szerkezeti módszerek közé tartozik a röntgenkrisztallográfia, a mágneses magrezonancia és az elektronmikroszkópia. Az Ag-Ab komplexek röntgenkrisztallográfiáját pontos epitópleképezési módszernek tekintik. A mágneses magrezonancia felhasználható az Ag-Ab komplex adataival történő epitópleképezésre. E módszer nem igényel kristályképzést, de csak kis peptideken és fehérjéken működik. Az elektronmikroszkópia alacsony felbontású módszer, mely nagyobb antigének, például vírusok epitópjait is el tudja helyezni.
A funkcionális epitópleképezés gyakran használ kötésvizsgálatokat, például western blotot, dot blotot vagy ELISA-t az antitestkötés meghatározására. Kompetíciós módszerekkel meghatározhatü, hogy két monoklonális antitest (mAB) kötődhet-e egy antigénhez egyidőben, vagy egymással versenyez, hogy egy helyen kötődjenek. Egy másik módszer magas átviteli arányú mutagenezist használ, egy, az összetett fehérjék konformációs epitópjainak gyors leképezését segítő epitópleképezési módszert. A mutagenezis véletlenszerű vagy irányított mutációkat használ az egyes származékokon az epitópok leképezéséhez. A B-sejt-epitóp-leképezés használható antitest-terápiák, peptidalapú vakcinák és immundiagnosztikai eszközök fejlesztéséhez.  

## Epitópjelölők
Az epitópokat gyakran használja a proteomika és más, géntermékekkel foglalkozó tudomány is. A rekombináns DNS technikájával a gyakori antitestek által felismert epitópkódoló génsorozatok egyesülhetnek a génnel. A fehérje-bioszintézis után a létrejövő epitópjelölő lehetővé teszi az antitest számára a fehérje vagy más géntermék megtalálását, ezzel lehetővé téve a laboratóriumi lokalizációt, tisztítást és további molekuláris jellemzést. E célból használt gyakori epitópok a Myc-jelölő, HA-jelölő, FLAG-jelölő, GST-jelölő, 6xHis, V5-jelölő és az OLLAS. A peptidek kötődhetnek olyan fehérjékhez is, amik kovalens kötést létesítenek a peptiddel, irreverzibilis immobilizációt lehetővé téve. E módszereket sikeresen használták az „epitópközpontú” vakcinák tervezésénél is.

## Epitópalapú oltások
Az első epitópalapú oltást 1985-ben fejlesztették ki Jacob et al. Az epitópalapú oltások stimulálják a humorális és a sejtes immunválaszt izolált B- vagy T-sejt-epitópokkal. Ezen oltások több epitópot is használnak hatékonyságuk növelése végett. A vakcinához használandó epitópok megtalálásához gyakran in silico leképezést használnak. A megfelelő epitópok megtalálása után a szerkezeteket előállítják és tesztelik a hatékonyságukat. Noha az epitópalapú vakcinák általában biztonságosak, mellékhatásuk lehet a citokinvihar.  

## Neoantigén-determináns
A neoantigén-determináns egy neoantigén epitópja. A neoantigéneket gyakran hozzák kapcsolatba a tumorantigénekkel, és gyakran találhatók meg onkogénsejtekben. A neoantigének és a neoantigén-determinánsok létrejöhetnek egy fehérje biokémiai útvonalon történő továbbmódosulásával, például glikozilációval, foszforilációval vagy proteolízissel. Ez új neoantigén-determinánsokat hozhat létre a fehérje szerkezetének módosításával. Felismerésük külön specifikus antitesteket igényel.

## Fordítás
Ez a szócikk részben vagy egészben  az   Epitope című angol Wikipédia-szócikk fordításán alapul.  Az eredeti cikk szerkesztőit annak laptörténete sorolja fel. Ez a jelzés csupán a megfogalmazás eredetét és a szerzői jogokat jelzi, nem szolgál a cikkben szereplő információk forrásmegjelöléseként.